# 에드가르드 레우엔로스

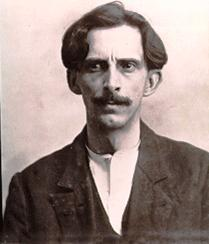

에드가르드 레우엔로스(Edgard Leuenroth, 1881년 ~ 1968년)는 브라질의 언론인, 작가, 사회주의자, 아나키스트이다.